# María Cánepa
María Cánepa Pesce (Cassinelle, 1 de noviembre de 1921-Santiago, 27 de octubre de 2006) fue una actriz chilena, de larga trayectoria artística, actuó en la escena teatral entre 1940 y 2000, que recibió el 4.º Premio Nacional de Artes de la Representación y Audiovisuales de Chile.

## Biografía
Nació el 1 de noviembre de 1921 en Cassinelle, Italia. Hija de Juan Canepa y de Ernestina Pesce. Hizo sus estudios secundarios en el Liceo de Niñas N.º 4 de Santiago, institución en la que desplegó sus dotes artísticas cantando, recitando y actuando. Luego cursó paralelamente teatro y trabajo social. Perteneció a la generación fundadora del Teatro Experimental de la Universidad de Chile. Se casó en primeras nupcias con el director de teatro Pedro Orthous y luego con Juan Cuevas; con quién, en 1982, cofundaron con Héctor Noguera y José Pineda el "Teatro Q". Diez años después, en 1992, dio vida a la "Corporación Cultural María Cánepa" junto con Juan Cuevas y por cuatro años prepararon jóvenes de poblaciones en el rol de animadores culturales.
El 23 de julio de 2006, a sus 84 años, la actriz se casó por la Iglesia con Juan Cuevas, llevaban 28 años como pareja. Al igual que en la película protagonizada por Ricardo Darín titulada El hijo de la novia, María padecía de Alzheimer desde hacía seis años.

## Reconocimiento
- En 1998 recibió la medalla a la «Mujer del año», otorgado por el Instituto Chileno Norteamericano.
- En reconocimiento a su obra, el Gobierno de Chile le otorgó el Premio Nacional de Artes de la Representación y Audiovisuales de Chile en 1999.[2]
- En 2008 la Academia de Teatro del Instituto Nacional creó un premio de carácter cultural para distinguir la aportación teatral a las mejores interpretaciones femeninas del año. El premio lleva el nombre de «María Canepa».

## Teatro
La primera etapa de su trayectoria como actriz está estrechamente vinculada al Teatro Experimental de la Universidad de Chile al que ingresó en 1942. En esta compañía participó en numerosas obras, destacándose sus actuaciones en: 
- Tartufo
- Fuenteovejuna, como Laurencia.
- La viuda de Apablaza, como doña Meche.
- El caballero de Olmedo, como doña Elvira.
- El tío Vania, como Helena.
- Doña Rosita, la soltera, como Rosita.
- La casa de Bernarda Alba, como la Poncia.
- El sombrero de paja de Italia, como la Condesa.
- ¿Quién le tiene miedo al lobo?, como Marta.
- Ánimas de día claro, como Orfilia.
- Macbeth, como lady Macbeth.
- Los invasores (autor: Egon Wolff)
- El evangelio según San Jaime (autor: Jaime Silva)

En 1970 se incorporó al Teatro del Nuevo Extremo y en 1974 a la muerte de su primer marido participó como invitada en el Teatro de Ensayo de la Universidad Católica de Chile.
Sus últimos papeles en las tablas fueron:
- Home, 1977
- Hombres oscuros, pies de mármol, 1995.
- El señor de los pasajes, como Rubia Turbia en 1998.
- Savannah Bay, 2002.

## Filmografía

### Cine
- Coronación (2000) como Elisa de Abalos.
- Fiestapatria (2007)

### Televisión
| Teleseries          | Teleseries                 | Teleseries        | Teleseries | Teleseries |
| Año                 | Teleserie                  | Rol               | Canal      |            |
| ------------------- | -------------------------- | ----------------- | ---------- | ---------- |
| 1982                | Bienvenido Hermano Andes   | Juliette D'Anvers | Canal 13   |            |
| 1986                | Ángel malo                 | Carmen Sánchez    | Canal 13   |            |
| 1988                | Semidiós                   | Alma Prado        | Canal 13   |            |
| 1990                | ¿Te conté?                 | Magdalena Pereira | Canal 13   |            |
| 1991                | Volver a empezar           | Gema Serrano      | TVN        |            |
| 1992                | Trampas y caretas          | Matilde Manccini  | TVN        |            |
| 1993                | Jaque mate                 | Ester Fontaine    | TVN        |            |
| 1995                | Juegos de fuego            | Eugenia Bravo     | TVN        |            |
| 1997                | Santiago city              | Matilde Leighton  | Mega       |            |
| Serie de televisión |                            |                   |            |            |
| Año                 | Serie                      | Rol               | Canal      |            |
| 1990                | Crónica de un hombre santo | Ana Cruchaga      | Canal 13   |            |
| 1992                | Estrictamente sentimental  | Sara Ondarreta    | TVN        |            |
| 1997                | Brigada Escorpión          | Josefina Novoa    | TVN        |            |

## Premios
- 1952 - "Laurel de Oro" por su papel en "Quién le tiene miedo al Lobo" - 1952
- 2000 - APES a la mejor actriz
- 2001 - Altazor a la mejor actriz de cine
- 2000 - Festival Internacional de Cine de Viña del Mar a la mejor actriz
- 2000 - Festival Internacional de Cine de Miami a la mejor actriz.
- 2000 - Festival Internacional de Cine de Fort Lauderdale a la mejor actriz de reparto